# Saint des saints (mormonisme)
Pour les articles homonymes, voir Saint des saints.

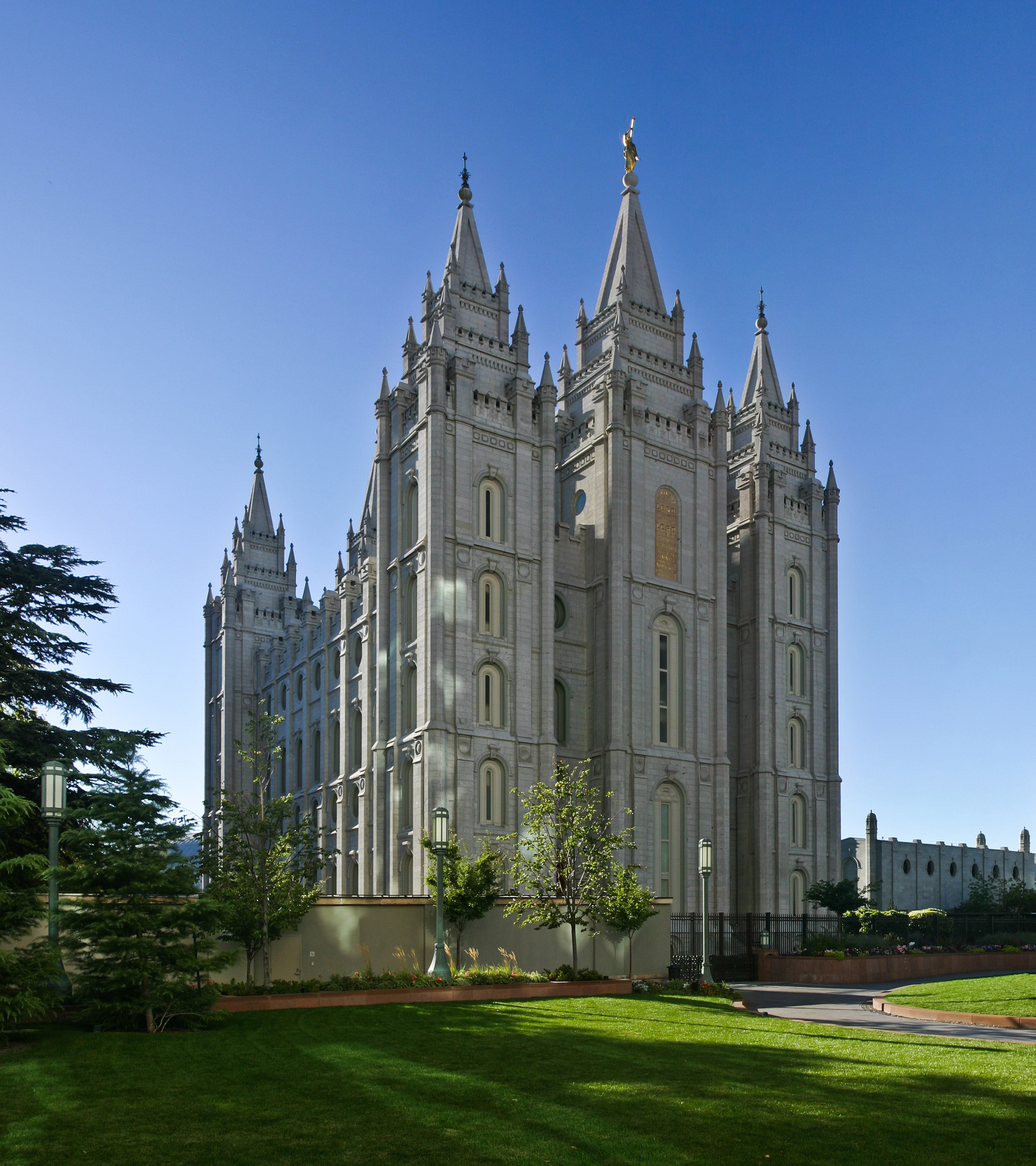
Le Temple de Salt Lake contenant le Saint des saints

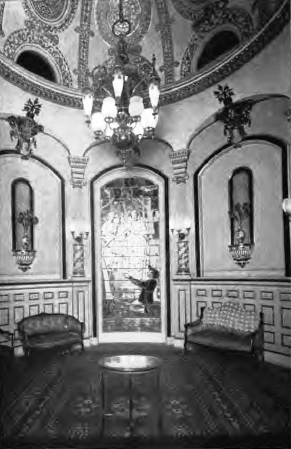
Le Saint de saints dans le Temple de Salt Lake vers 1900

Dans l’Église de Jésus-Christ des saints des derniers jours, le Saint des saints est la pièce haute du Temple de Salt Lake, dans laquelle entre le Président de l’Église, agissant en tant que Président de la Haute Prêtrise, Grand Prêtre en Israël en relation directe avec Dieu le Père, selon l’interprétation des saints des derniers jours du Livre de l’Exode,.  Par conséquent, ce Saint des saints, dans le temple de Salt Lake est apparenté à l’intérieur du sanctuaire du Tabernacle et du Temple de Jérusalem.

## Enseignements des dirigeants de l’Église
Boyd K. Packer, membre du collège des Douze Apôtres, a déclaré : "situé dans la partie centrale du temple se trouve le Saint des Saints, où le président de l'Église peut se retirer quand, soucieux des décisions lourdes au sujet de l’Église, il vient demander une entrevue avec Lui. Le prophète détient les clés, les clés spirituelles et la très littérale clé de cette porte dans cet édifice sacré".
James E. Talmage a déclaré que "cette salle est réservée aux hautes ordonnances de la Prêtrise relative à l’exaltation des vivants et des morts.
Joseph Smith, fondateur du mouvement des saints des derniers jours, a déclaré que "nul ne peut vraiment dire qu'il connaît Dieu qu'au moment où il a traité quelque chose et cela ne peut être fait que dans le Saint des Saints".

## «Lieu très saint»
Bien que n'étant pas une règle générale, dans certains contextes, l'expression « Saint des Saints » peut être synonyme de « Lieu très Saint ».
Le « Saint des Saints » est une traduction littérale de l’hébreu, se référant au sanctuaire intérieur du Tabernacle de Moïse ou du Temple de Jérusalem.
Dans la version du Roi Jacques de la Bible, ce sanctuaire se réfère toujours au « Lieu très Saint », expression qui apparaît également dans les Doctrine et Alliances.

## Dans le canon scripturaire mormon

### Au sujet des temples
« C’est pourquoi, en vérité, je vous dis que vos onctions, vos ablutions, vos baptêmes pour les morts, vos assemblées solennelles et vos annales pour vos sacrifices par les fils de Levi, et pour vos oracles dans vos lieux les plus saints, où vous recevez des communications, et vos lois et vos ordonnances, pour le commencement des révélations et de la fondation de Sion, et pour la gloire, l’honneur et la dotation de tous ses citoyens, sont établis par l’ordonnance de ma sainte maison qu’il est toujours commandé à mon peuple de construire à mon saint nom. »

### La Première Présidence reçoit les révélations pour l’Église
« Je lui donne (Joseph Smith) comme conseillers mon serviteur Sidney Rigdon et mon serviteur William Law, afin qu’ils constituent un collège et une Première Présidence pour recevoir les oracles pour l’Église entière. »

### Référence biblique du Saint des Saints et de l’oracle
Au sujet du Temple de Salomon

« Il bâtit, sur vingt coudées, le fond de la maison en planches de cèdre, depuis le sol jusqu’en haut des murs, et il bâtit ainsi l’intérieur pour en faire un sanctuaire, le Saint des Saints. »